# 謝璽
謝璽（1451年—？），字宗玉，山西振武衛籍直隸壽州人，明朝政治人物。

## 生平
成化七年（1471年）辛卯科山西鄉試第四十三名舉人。弘治三年（1490年）中式庚戌科會試第八十一名，三甲第一百四十一名進士。授直隶容城县知县，正德三年（1508年），由廣平府同知陞湖廣按察司僉事。

## 家族
曾祖謝忠；祖父謝貴；父謝鐸，推官。母王氏。具庆下。